# Uffoburg
Die Uffoburg, auch Burg Uffoburg oder Uffenburg genannt, ist eine abgegangene Höhenburg bei 200 bis 215 Meter über NN Höhe auf dem „Rintelschen Hagen“ südwestlich des Dorfes Bremke im Ortsteil Rott der Gemeinde Extertal im Kreis Lippe in Nordrhein-Westfalen.
Der Name Uffoburg wird von dem Grafen Uffo abgeleitet, welcher erstmals in der von Hermann von Lerbeck im 14. Jahrhundert geschriebenen Chronik „Catalogus episcoporum Mindensium“  erwähnt wird.  In dieser Chronik wird von einem Grafen Uffo im 9. Jahrhundert berichtet, dessen Gemahlin Hiltborch im Jahre 896 das Kloster Möllenbeck gründete. Graf Uffo soll zwei Burgen besessen haben, darunter die eine nahe dem Dorfe Bredenbeke (=Bremke). Die andere, bisher nicht sicher lokalisierte Burg des Grafen Uffo sieht ein Heimatforscher in der Hünenburg Steinbergen.
Die Uffoburg wurde 1900 von Otto Weerth bei einer mehrtägigen Grabung untersucht. Die im Innenraum der Burg zahlreich gefundene Keramik wird auf die zweite Hälfte des  9. Jahrhunderts datiert.  Vermutlich wurde die Burg zu Beginn des 10. Jahrhunderts aufgegeben. Reste von Gebäuden sind bisher nicht gefunden worden. 
Von der ehemaligen 200 mal 250 Metern großen Wallanlage, die in eine Vor- und eine Hauptburg geteilt war, sind nur noch geringe Wallreste erhalten.

## Literatur

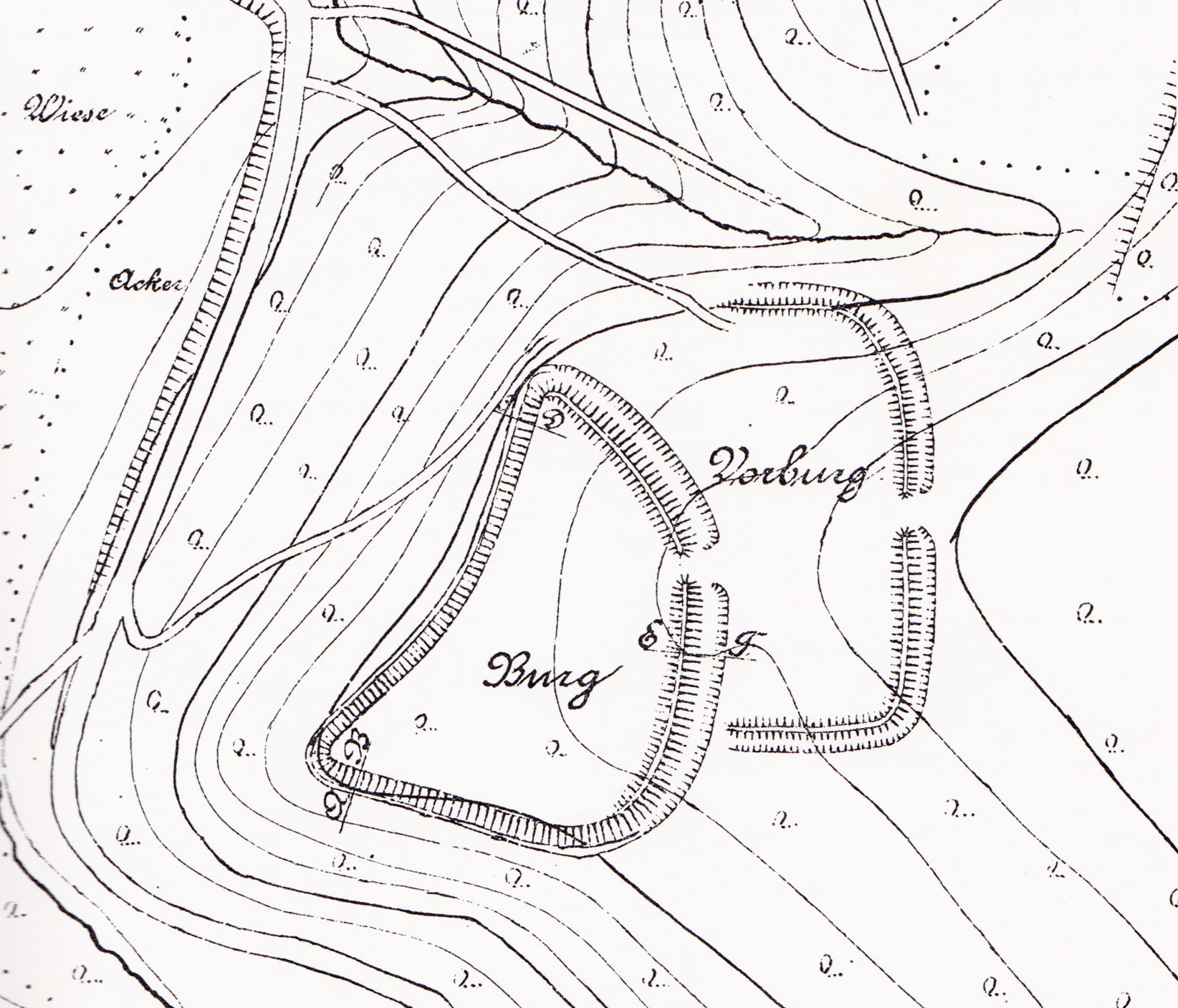
Lageplan der Uffoburg von 1916